# Zbynické rybníky
Zbynické rybníky jsou přírodní rezervace severně od obce Hrádek v okrese Klatovy. Oblast spravuje Agentura ochrany přírody a krajiny ČR. Důvodem ochrany je hnízdiště a tahová lokalita vodního ptactva.